# Maurizio Gucci
Maurizio Gucci (Firenze, 1948. szeptember 26. – Milánó, 1995. március 27.) olasz üzletember, a Gucci divatház egykori vezetője. Rodolfo Gucci színész fia és a cégalapító Guccio Gucci unokája. 1995. március 27-én meggyilkolták. A fegyverrel elkövetett gyilkosságot volt felesége, Patrizia Reggiani rendelte el.

## A kezdetek
Rodolfo Gucci és Sandra Ravel színészek egyetlen gyermekeként született. 1972-ben Gucci New Yorkba költözött, hogy a Guccinál dolgozzon nagybátyjával, Aldo Guccival. Az 1980-as évek elején egy luxuslakásban élt az Olympic Towerben, amelyet édesapja ajándékozott neki. 1982-ben visszaköltözött Milánóba, 1983-ban pedig jogi háborút indított Aldo ellen a Gucci feletti hatalmáért, miután apja halála után a Gucci többségi részvényese lett.
1986-ban Gucci Svájcba menekült, hogy elkerülje a vádemelést, miután Aldo bosszút állva megvádolta apja aláírásának hamisításával, hogy elkerülje az örökösödési adók fizetését. Eredetileg bűnösnek találták, de később felmentették. 1988-ban Maurizio Gucci eladta a Gucci 47,8%-át a bahreini székhelyű Investcorp befektetési alapnak (1984 óta a Tiffany tulajdonosa).
1989-ben Maurizio Gucci a Gucci csoport vezetője lett. 1991-től 1993-ig Gucci pénzügyei veszteségesek voltak. Maurizio Guccit hibáztatták, mert nagy összegeket költött Firenzében és Milánóban a cég központjának vagyonából.1993-ban eladta a maradék részvényeit a Gucciból 170 millió dollárért az Invescorpnak, ezzel véget vetve a Gucci család kötelékeinek a céghez.

## Magánélete
1972-ben Gucci elvette Patrizia Reggianit, akitől két lánya született, Allegra és Alessandra. Maurizio édesapja, Rodolfo Gucci először nem engedélyezte a házasságot, Patriziát társadalmi törtetőnek hívta, akinek csak a pénz számít.
1985-ben azt mondta a feleségének, Patriziának, hogy rövid üzleti útra megy Firenzébe. Az ezt követő napon egy baráttal küldte a hírt feleségének, miszerint nem fog hazatérni, és a házasságuknak vége.
1990-ben Gucci elkezdett randevúzni Paola Franchival, egy gyermekkori barátjával, aki ott volt Patrizia és az ő esküvőjén. Mind a ketten boldogtalan házasságból jöttek. Öt évig élettársak voltak egy luxuslakásban, a Corso Venezián, Milánóban. Mikor Gucci és Reggiani válópere 1994-ben lezárult, eltervezte, hogy elveszi Franchit a St. Moritz-i ingatlanában, Svájcban.

## Gyilkosság
1995. március 27-én Guccit munkába menet, az irodája előtti lépcsőn lelőtte egy felbérelt bérgyilkos. Exfeleségét, Patrizia Reggianit 1998-ban elítélték a gyilkosság megrendeléséért. Az ügyészek szerint Reggiani indítékai a féltékenység, pénz és a volt férje iránt érzett neheztelése voltak. Irányítani akarta a Gucci-vagyont, és meg akarta akadályozni, hogy volt férje feleségül vegye Paola Franchit. A közelgő házasság a tartásdíját a felére csökkentette volna.18 évet volt börtönben, 2016 októberében szabadult.

## A populáris kultúrában
Ridley Scott rendezett egy filmet a történet alapján, amely A Gucci-ház (angolul: House of Gucci) címet kapta. A filmben Lady Gaga játszotta Patrizia Reggianit, Maurizio Guccit pedig Adam Driver. 2021. november 24-én mutatták be az Egyesült Államokban.